# Relais 4 × 100 mètres masculin aux Jeux olympiques d'été de 1932 (athlétisme)
Pour un article plus général, voir Athlétisme aux Jeux olympiques d'été de 1932.
Navigation
Amsterdam 1928 Berlin 1936
L'épreuve du relais 4 × 100 mètres masculin aux Jeux olympiques de 1932 s'est déroulée les 6 et 7 août 1932 au Memorial Coliseum de Los Angeles, aux États-Unis. Elle est remportée par l'équipe des États-Unis (Robert Kiesel, Emmett Toppino, Hector Dyer et Frank Wykoff).

## Résultats

### Finale
| Rang               | Athlètes                                                             | Pays            | Temps  | Notes |
| ------------------ | -------------------------------------------------------------------- | --------------- | ------ | ----- |
| Médaille d'or      | Robert Kiesel Emmett Toppino Hector Dyer Frank Wykoff                | États-Unis      | 40 s 1 | WR    |
| Médaille d'argent  | Helmut Körnig Fritz Hendrix Erich Borchmeyer Arthur Jonath           | Allemagne       | 40 s 9 |       |
| Médaille de bronze | Giuseppe Castelli Ruggero Maregatti Gabriele Salviati Edgardo Toetti | Italie          | 41 s 2 |       |
| 4                  | Percy Williams Jim Brown Harold Wright Bert Pearson                  | Canada          | 41 s 3 |       |
| 5                  | Takayoshi Yoshioka Chūhei Nanbu Izuo Anno Itaro Nakajima             | Japon           | 41 s 3 |       |
| 6                  | Donald Finlay Stanley Fuller Stanley Engelhart Ernie Page            | Grande-Bretagne | 41 s 4 |       |